# Another War
Another War (tạm dịch: Cuộc chiến khác) là một trò chơi máy tính thuộc thể loại nhập vai lấy bối cảnh Thế chiến II. Trò chơi được hãng Cenega của Cộng hòa Séc phát hành cho PC vào ngày 1 tháng 6 năm 2003. Sau đó game được phát hành cho Mac vào ngày 31 tháng 12 cùng năm.

## Cốt truyện
Another War dựa theo câu chuyện của một nhà thám hiểm tham gia vào cuộc chiến tranh của riêng mình trong Thế chiến II ở châu Âu bị Đức Quốc xã chiếm đóng. Cốt truyện mở đầu tại một thị trấn nhỏ ở Pháp nằm dưới sự chiếm đóng của quân phát xít, nơi mà một người bạn của nhân vật chính đã bị bọn gestapo bắt giữ và giam cầm trong một lâu đài gần thành phố. Người hùng vì muốn cứu bạn mình khỏi tay bọn Đức Quốc xã, nên đã sớm bị cuốn vào một âm mưu đẫm máu giữa các siêu cường tham chiến nhằm chấm dứt thời khắc đen tối trong lịch sử nhân loại.